# Lucht
Lucht is het homogene mengsel van gassen in de onderste lagen van de aardatmosfeer.

## Samenstelling
Lucht bestaat voor ongeveer 78 vol.-% uit stikstofgas, 21 vol.-% uit zuurstofgas en bijna 1% argon. Daarnaast bevat lucht sporen van andere edelgassen, en sterk wisselende hoeveelheden waterdamp (0,7 vol.-%), en koolstofdioxide (CO₂, ook wel koolzuurgas genoemd).
In de buitenlucht bedraagt de hoeveelheid koolstofdioxide ongeveer 0,04 vol.-%; binnen een woning kan dit, als er gestookt of gekookt wordt, veel hoger zijn. Uitgeademde lucht bevat 14–16 vol.-% zuurstof en 4–5 vol.-% CO2.
Door hogere mondiale concentraties versterkt koolstofdioxide het broeikaseffect op aarde. Sinds de industriële revolutie is de concentratie koolstofdioxide in de atmosfeer toegenomen van ongeveer 0,03 vol.-% naar inmiddels meer dan 0,04 vol.-% (ongeveer 400 ppmv).
De samenstelling van de lucht varieert met de hoogte. Omdat stikstof (atoommassa 14) minder weegt dan zuurstof (met atoommassa 16) is er op grotere hoogte verhoudingsgewijs minder zuurstof aanwezig.
Droge lucht, die dus weinig waterdamp bevat, is een zeer goede warmte-isolator en heeft ook een lage warmtecapaciteit. Daarom wordt droge lucht gebruikt in dubbel glas voor het isoleren van gebouwen.
In droge lucht, zoals in een sauna, kan een mens goed hoge temperaturen verdragen: door het sterke zweten, waarbij het zweet in de droge, hete lucht snel verdampt, koelt de huid af en treedt er niet snel oververhitting op.

## Luchtdruk
De druk van de lucht is op zeeniveau het hoogst: gemiddeld 1013 hPa. Op grote hoogte is de luchtdruk zodanig laag dat hemoglobine in het bloed minder goed zuurstof aan zich kan binden. Om dit te verhelpen beschikken vliegtuigen over een drukcabine.
Gecomprimeerde lucht in persluchtflessen wordt als ademlucht gebruikt door duikers en de brandweer. Met een reduceerventiel wordt de hoge luchtdruk uit de fles, voorafgaand aan het inademen, teruggebracht naar de heersende druk onder water: de absolute druk, die de optelsom vormt van de atmosferische druk en de hydrostatische druk.

## Dichtheid
De luchtdichtheid van droge lucht op zeeniveau (bij een luchtdruk van 1 atmosfeer = 101.300 Pa) bedraagt 1,293 kg/m3 bij een temperatuur van 0 °C, en 1,205 kg/m3 bij 20 °C. De dichtheid van de lucht neemt af met toenemende hoogte. Op 32 km hoogte bedraagt zij minder dan 1% van de dichtheid op zeeniveau; de dichtheid van lucht op de top van de Mount Everest (8848 meter) bedraagt circa 0,425 kg/m3.
Met afnemende luchtdruk neemt ook het kookpunt van water navenant af. Op de top van de Mount Everest kookt water al bij 69° Celsius.
De dichtheid van lucht is bij verschillende drukken te berekenen door benaderend de algemene gaswet te gebruiken, die uitgaat van een ideaal gas:
{\displaystyle \rho ={\frac {pM}{RT}}}
Met:
ρ = luchtdichtheid in kg/m³
R = 8,314472 J mol−1 K−1 de gasconstante
p = de luchtdruk in pascal
M = de molaire massa in kg/mol
T = de absolute temperatuur in kelvin.

## Gevoelstemperatuur, hitte-index en chillfactor
De met een thermometer gemeten luchttemperatuur kan sterk afwijken van de door de mens ervaren temperatuur, de gevoelstemperatuur. Bij gelijke temperatuur stijgt de gevoelstemperatuur met toenemende luchtvochtigheid, de gevoelstemperatuur bij warm weer is de hitte-index. Bij gelijke temperatuur daalt de gevoelstemperatuur met toenemende windsterkte, de ervaren temperatuur bij koud winderig weer is de chillfactor.
Het fysiologische mechanisme hierachter is dat bij hoge luchtvochtigheid de huid weinig lichaamsvocht aan de reeds met vocht verzadigde lucht kan afstaan via transpiratie, wat afkoeling bemoeilijkt. Bij een hoge omgevingstemperatuur bestaat dan met name bij zware lichamelijke inspanning het gevaar van oververhitting. Bij koud, winderig weer wordt daarentegen de lichaamswarmte juist heel snel afgevoerd en bestaat het gevaar van onderkoeling.
Gevoelstemperatuur is dus geen psychologisch effect, maar een meetbaar fenomeen dat vastgesteld kan worden met een thermometer in een vochtige lap. Onder windstille omstandigheden neemt de thermometer de omgevingstemperatuur aan, maar een luchtstroom over de vochtige lap leidt tot meetbare afkoeling door verdamping. Als dit op de juiste manier wordt uitgevoerd, kan zo de natteboltemperatuur gemeten worden.

## Luchtverschijnselen
Als boven een, door intensieve zonnestraling verwarmde, bodem de luchttemperatuur in opeenvolgende luchtlagen sterk varieert, kan er een luchtspiegeling of fata morgana ontstaan.
Poollicht ontstaat doordat energierijke geladen deeltjes, afkomstig van de zon (de zonnewind), in botsing komen met losse zuurstof- en stikstofatomen hoog in de atmosfeer, die daardoor geïoniseerd worden. Als de gevormde stikstof- en zuurstofionen vervolgens weer worden teruggevormd tot atomen komt er energie vrij in de vorm van licht, het poollicht.

## Natuurkundige eigenschappen

### Molaire massa
Lucht heeft een theoretische molaire massa van 28,97 g/mol.

### Geluidssnelheid
De geluidssnelheid is afhankelijk van de luchtdichtheid. Omdat de luchtdichtheid afneemt met toenemende hoogte, hangt de geluidssnelheid af van de hoogte. Op zeeniveau bedraagt de geluidssnelheid 340 m/s, op 10 km hoogte nog slechts 300 m/s.

## Denkbeelden over lucht
In de klassieke filosofie was lucht een van de vier 'elementen': aarde, water, vuur en lucht. Pas in 1770 werd door Carl Wilhelm Scheele ontdekt dat lucht wordt gevormd door een mengsel van verschillende gassen. Henry Cavendish heeft het aandeel van ieder van deze in lucht aanwezige gassen kwantitatief zeer nauwkeurig bepaald.
Tot aan de zeventiende eeuw werd verondersteld dat er lucht door de slagaderen van het lichaam stroomde. Als iemand overleden is, zijn de slagaders namelijk leeg. De ontdekking van de bloedsomloop door William Harvey in 1628 weerlegde deze theorie.

## Lucht in idiomatisch taalgebruik
Lucht komt in verschillende idiomatische Nederlandse uitdrukkingen voor.